# 朱国平 (中国棋院院长)
朱国平，现任中华人民共和国国家体育总局棋牌运动管理中心主任（中国棋院院长）、党委书记。
2015年4月，担任国家体育总局直属机关党委常务副书记。
2018年9月，担任国家体育总局棋牌运动管理中心主任（中国棋院院长）、党委书记。